# Maeshowe-Typ

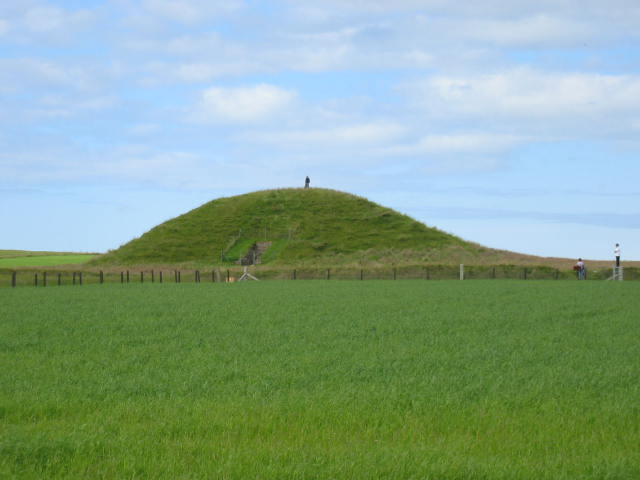
Der namengebende Maeshowe

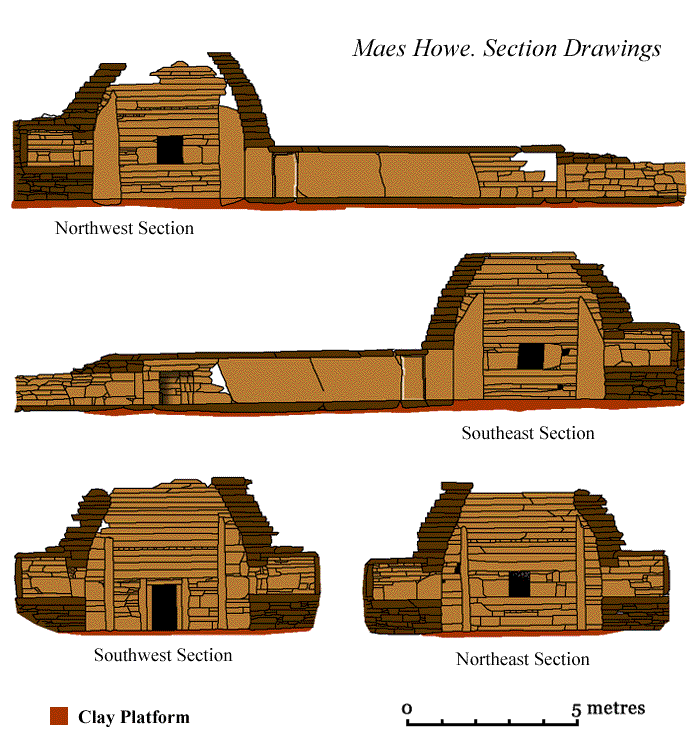
Schnitte durch die Anlage

Die Megalithanlagen des Maeshowe-Typs entstanden etwa 2500 v. Chr. auf Orkney in Schottland, als im restlichen Teil der Britischen Inseln der Übergang zur Bestattung in Steinkisten vollzogen war. Anlagen des Maeshowe-Typs sind gekennzeichnet durch einen langen, niedrigen, lateralen Zugang, der zu einer hohen quadratischen oder rechteckigen Kammer führt, von der eine Anzahl von Nebenkammern zu erreichen sind. 
Es gibt einige Übergangstypen (z. B. Bookan Cairn, Dis o’the Holm (der Südcairn) auf dem Holm of Papa, Isbister Cairn, Unstan Cairn) und daher Meinungsverschiedenheiten über die Zuweisung zu diesem Anlagentyp, den es zwar nur auf Orkney gibt, aber einige irische (z. B. Newgrange) und je eine Anlage in England (Calderstones) und Wales (Barclodiad y Gawres) haben ähnliche Form. 

## Verbreitung
Acht Anlagen werden definitiv, 13 maximal, zum Maeshowe-Typ gerechnet. Neben Maeshowe selbst, der größten Megalithanlage auf Orkney, und dem Wideford Hill, beide auf Mainland mit jeweils mit drei Nebenkammern, sind es der Cuween Hill Cairn (Mainland) und Vinquoy auf Eday (mit jeweils vier Nebenkammern), sowie Quanterness auf Mainland, Quoyness und Mount Maesry auf Sanday und Banks tomb auf South Ronaldsay mit jeweils sechs Nebenkammern. Dis o´the Holm, (der Südcairn) auf dem Holm of Papa hat sogar 12 bzw. 14 Nebenkammern. Anna Ritchie zählt weitere Übergangstypen zum Maeshowe-Typ. 
Die Ausgrabungen am Broch von Howe, bei Stromness haben eine komplizierte Reihe von eisenzeitlichen Siedlungen offenbart, die durch zwei Phasen neolithischer Aktivitäten eingeläutet wurden. Ein früherer Stalled Cairn wurde durch eine Anlage vom Maeshowe-Typ überbaut, der schlecht erhaltene Siedlungen folgen. Diese Siedlungen wurden durch ein Wheelhouse ersetzt, das in die Ruinen der Kammeranlage eingebaut wurde. Das Wheelhouse wurde von einer zeitgenössischen, befestigten Siedlung umgeben. Ein späterer Wiederaufbau hat zu einer Brochstruktur geführt. Heir zeigt sich an einen Ort die Abfolge von Steinstrukturen der verschiedenen Typen auf Orkney in linearer Abfolge.

## Zeitleiste (v. Chr.)
- 3600 Knap of Howar gebaut,  Unstan Ware
- 3200 Stalled Cairns und Maeshowe-Typ Anlagen erscheinen
- 3100 Knap of Howar liefert die meisten Daten und Skara Brae seine ältesten
- 3100 Quanterness Cairn mit erster Grooved Ware
- 3000 Stones of Stenness  und Quoyness werden errichtet
- 2800 Maes Howe wird gebaut
- 2600 Skara Brae liefert die meisten Daten und der Ring von Brodgar wird gebaut